# Alois Delug
Alois Delug (Bolzano, 25 maggio 1859 – Vienna, 17 settembre 1930) è stato un pittore austriaco.

## Biografia
Dopo gli studi ginnasiali, iniziò a occuparsi di pittura, venendo formato dal pittore Heinrich Schöpfer. Si trasferì ad Innsbruck per studiare storia, fino a che non si trasferì all'accademia di belle arti di Vienna, dove si diplomò nel 1880. Si specializzò poi alla scuola di ritratto e dipinto storico di Leopold Carl Müller, prima di affrontare un viaggio di tre anni in Italia, Spagna, Germania e Paesi Bassi.
Dal 1896 tornò a Vienna dove due anni dopo cominciò ad insegnare all'accademia, cattedra che ricoprì sino al 1928. Tra i suoi studenti si possono citare Hans Fronius, Anton Kolig, Albert Stolz, Hans Popp e Franz Gruss. Secondo il biografo di Adolf Hitler Josef Greiner, nel 1907 Delug negò ad Hitler un posto all'accademia.
Nel 1931 la città di Vienna gli ha dedicato una strada nel distretto di Döbling.